# João Nunes dos Santos
João Nunes dos Santos (Itabaiana, 29 de dezembro de 1951) é um pastor brasileiro, membro da Junta Conciliadora da Convenção Estadual das Assembleias de Deus do Ministério de Madureira do Rio de Janeiro (CONEMAD/RJ) e patrono da Fundação de Irmãos Beneficentes Cristãos (FIBEC) e da, antes chamada, Rádio Alfa FM; hoje conhecida Rádio Maranata Rio 107.3 FM em Nova Iguaçu, RJ.

## Biografia
Natural de Itabaiana, cidade localizada na região central de Sergipe, chegou ao Rio de Janeiro com apenas 16 anos e em 1 de maio de 1972, iniciou o seu ministério. Serviu como militar da aeronáutica durante um tempo e depois disto dedicou-se integralmente ao ministério pastoral como dirigente de várias congregações do Ministério de Madureira, tais como Vila Valqueire, Baronesa e Barra da Tijuca; e, posteriormente, à frente do campo ministerial da Assembleia de Deus de Tomazinho - Ministério de Madureira, em São João de Meriti. Atualmente ocupa o cargo de pastor-presidente vitalício da Igreja Evangélica Assembleia de Deus em Nova Iguaçu (ADNI), do Ministério de Madureira, na qual pertenceram como membros a cantora Cassiane e o maestro e produtor musical Jairinho Manhães, atuais pastores da Assembleia de Deus do Ministério de Madureira em Alphaville.
Colabora constantemente com a Secretaria Nacional de Missões do Ministério de Madureira e participa de várias atividades ligadas à Convenção Nacional dos Ministros Evangélicos das Assembleias de Deus do Brasil - Ministério de Madureira (CONAMAD). Uma dessas atividades foi a viagem, em março de 2010, de uma comitiva de pastores à Suécia em apoio ao Pastor Bertil Vingren, filho de Gunnar Vingren, um dos fundadores das Assembleias de Deus no Brasil, na qual contava com a sua presença e a dos pastores membros da diretoria da Convenção Estadual dos Ministros Evangélicos das Assembleias de Deus - Ministério de Madureira do Rio de Janeiro (CONEMAD/RJ). Esta viagem selou reconhecimento ao trabalho prestado pelos missionários Gunnar Vingren e Frida Vingren, externado no respeito aos seus descendentes. Também acompanhou ao Pastor Bertil Vingren em várias viagens pelo Brasil, em 2009 e 2011, Ano do Centenário das Assembleias de Deus. Em 02 de fevereiro de 2023, o Pastor Bertil Vingren faleceu de causas naturais, na Suécia; notícia esta transmitida por seu filho, Kalle Vingren, em sua rede social.

### Notoriedade e Reconhecimentos Públicos.
Ganhou relativa notoriedade por figurar em algumas reportagens de jornais do Rio de Janeiro; como da ocasião em que o Jornal O Dia publicou a polêmica gerada pela obra do artista plástico Alexandre Vogler, que foi pintada no alto da localidade do Mirante do Cruzeiro, em Nova Iguaçu, que representava um tridente.
À exemplo de reconhecimento público, em uma solenidade promovida pela Câmara dos Vereadores de Nova Iguaçu, recebeu o título da Cidadania Iguaçuana, juntamente com o Bispo Abner de Cassio Ferreira, presidente da Assembleia de Deus de Madureira e do Bispo Manoel Ferreira, presidente vitalicio e Bispo Primaz da CONAMAD.
Em maio de 2013, foi realizado, na Assembleia de Deus em Nova Iguaçu - Ministério de Madureira, um evento em comemoração pelos seus 40 anos de ministério pastoral, que contou com a participação de vários cantores gospel e pastores nacionais e internacionais. No dia 19 de setembro de 2013, foi realizada, no plenário da ALERJ, a cerimônia de entrega da Medalha Tiradentes ao Pastor João Nunes dos Santos, a mais alta condecoração concedida pela Assembleia Legislativa do Estado do Rio de Janeiro, em louvor aos diversos serviços sociais prestados. Também no dia 26 de novembro de 2014, recebeu a medalha do Mérito Legislativo da Câmara Federal dos Deputados, em reconhecimento do seu trabalho social na Baixada Fluminense.
Em 06 de maio de 2023, foi celebrada na Assembleia de Deus em Nova Iguaçu - Ministério de Madureira (ADNI), as bodas de ouro de seu ministério pastoral, que contou com a presença do Bispo Abner Ferreira. 

### Parcerias Internacionais e Obra Missionária na Bolívia e em Outros Países.
Recentemente, tem feito parcerias com pastores de várias nacionalidades a fim de expandir a evangelização, dentro e fora do Brasil. Uma dessas parcerias foi firmada com o Reverendo Nam Soom Kim, líder da Promise Ministries Church, em Flushing, de Nova Iorque e com o Doutor Louis Bush, idealizador dos projetos de movimentos evangelísticos Janela 4/14 e Janela 10/40.

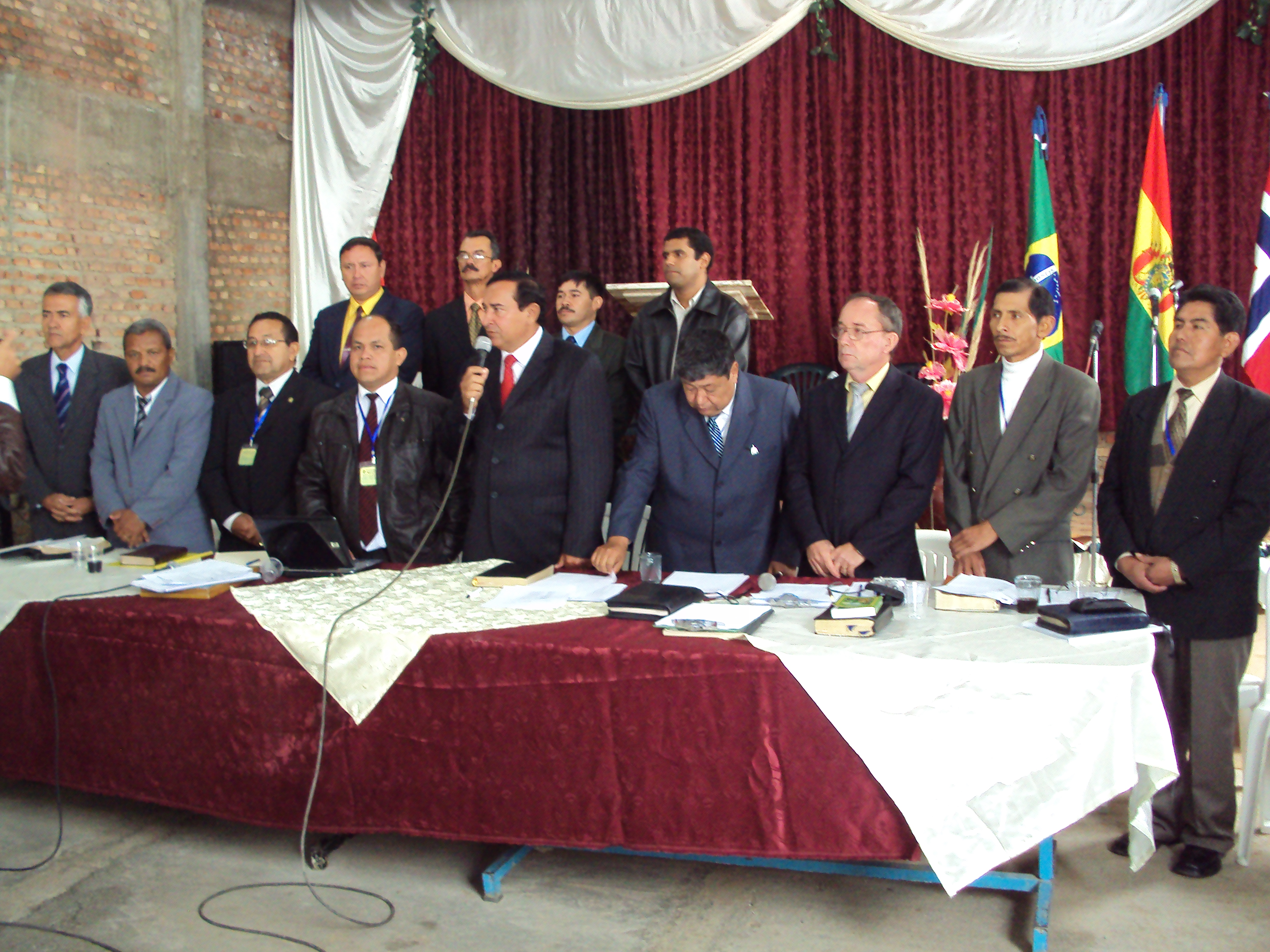
Foto da XIX Convenção das Assembleias de Deus Ministério Esmeralda e Madureira, realizada em 2011.

Em 1988, João Nunes dos Santos, então pastor da Assembleia de Deus Ministério de Madureira em Tomazinho, firmou parceria com José Fernandes de Oliveira Neto, fundador da igreja Assembleia de Deus Ministério Esmeralda de Cochabamba, que estava no Rio de Janeiro, com o intuito de conseguir patrocínio para a obra boliviana. A parceria, que contou com apoio do Bispo Manoel Ferreira, resultou numa nova denominação na Bolívia: a Igreja Evangélica Assembleia de Deus de Esmeralda e Madureira.
Seu ministério realiza um intenso trabalho missionário e conta com uma estrutura  de mais de duzentas congregações estabelecidas nos nove Departamentos da Bolívia (La Paz, Santa Cruz, Cochabamba, Tarija, Potosí, Oruro, Beni, Chuquisaca e Pando). Também faz parte desta estrutura um instituto bíblico e centros de apoio social, além de alguns projetos evangelístico. 
Na XIX Convenção das Assembleias de Deus Ministério Esmeralda e Madureira, realizada em 2011, foi eleito como Pastor-Presidente Vitalício da CONAMEM, como reconhecimento dos esforços feitos a favor desta obra. Através da Secretaria de Missões da Assembleia de Deus em Nova Iguaçu - SEMADENI, realiza diversas atividades e parcerias missionárias em alguns estados brasileiros e em países tais como Moçambique, Namíbia, Haití, Polônia e Portugal.

### A História da Rádio Maranata Rio 107.3 FM - (Antiga Rádio Alfa FM).
O pastor João Nunes dos Santos realizou investimentos na área de comunicação, tendo como intuito principal alcançar o público da região da Baixada Fluminense. Em 1998 contratou os serviços do engenheiro Genarino Ducca, como responsável técnico do projeto inicial. Pouco tempo depois, foi designado como responsável do projeto de instalação da estação de rádio e dos seus transmissores o técnico Jaíro de Sousa, auxiliado por João dos Reis Tavares Júnior e com o apoio logístico de Moisés Alves Lima na montagem do parque de transmissão.
Depois disto, deu-se início aos trâmites de concessão de rádio, que credenciava a emissora e lhe outorgava o direito de transmissão, dando respaldo legal para o seu funcionamento, tendo em vista a preocupação de não ter uma rádio clandestina. Tanto o processo de instalação como a liberação da concessão demoram por alguns obstáculos. 
No ano de 2007 acontece a instalação técnica. No mesmo ano, iniciou suas transmissões em caráter experimental, tendo como slogan A rádio que faz a diferença, que mais tarde mudaria para Ouça a Diferença. Em abril de 2008, realizou sua programação de forma definitiva sob o prefixo ZYL 924, em frequência modulada 107.3 MHz. Em meados de 2016, por questões de identificação, a emissora mudou de nome para Maranata Rio FM, sob o slogan "A família se liga aqui". Depois seu slogan foi modificado para "A rádio que faz bem".